# Kabelsko
En elektrisk kabelsko er terminaler, der er krympet, loddet, svejset eller fastskruet på en afisoleret lederende af en elektrisk ledning, benyttes til at forbinde ledningen via kabelskoen til en klemmeforbindelse. Klemmeforbindelsen kan fx være med en maskinskrue eller en møtrik på en gevindtap - eller via spadekabelsko, gaffelkabelsko, ringkabelsko, stiftkabelsko (se illustration).
Kabelsko kan bruges til at samle to elektriske ledninger med fx spadestik og spadestiksmuffer.